# Iphimedia xesta
Iphimedia xesta är en kräftdjursart som beskrevs av Thomas och Barnard 1991. Iphimedia xesta ingår i släktet Iphimedia och familjen Iphimediidae. Inga underarter finns listade i Catalogue of Life.